# Hörningsnäs, Huddinge kommun

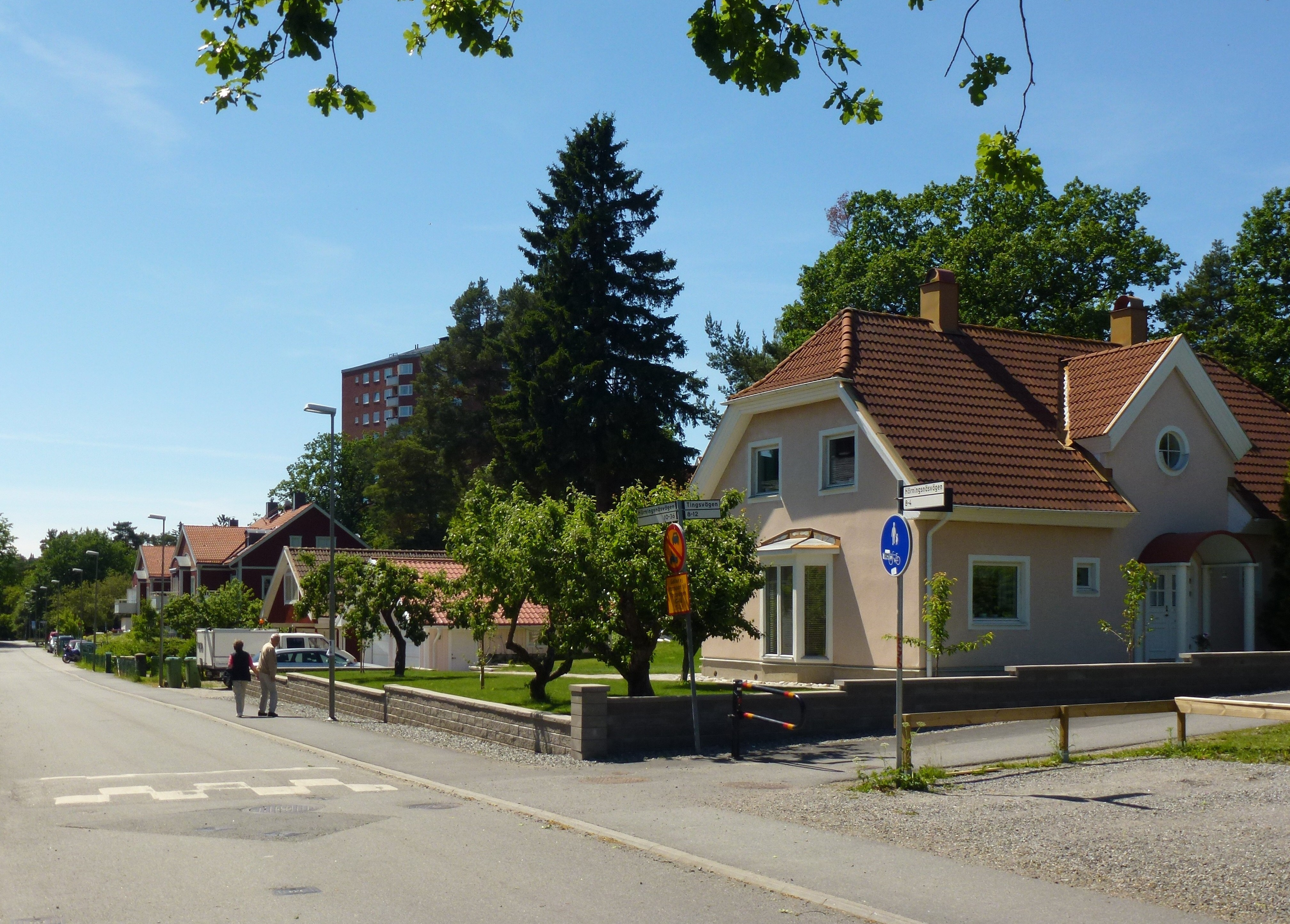
Hörningsnäsvägen, juni 2012.

Hörningsnäs är ett bostadsområde i kommundelen Sjödalen-Fullersta i Huddinge kommun, Stockholms län och som är en del av tätorten Stockholm. Namnet härrör troligen från den angränsande sjön Trehörningen, som tidigare hade hetat Hörningen. 

## Historia

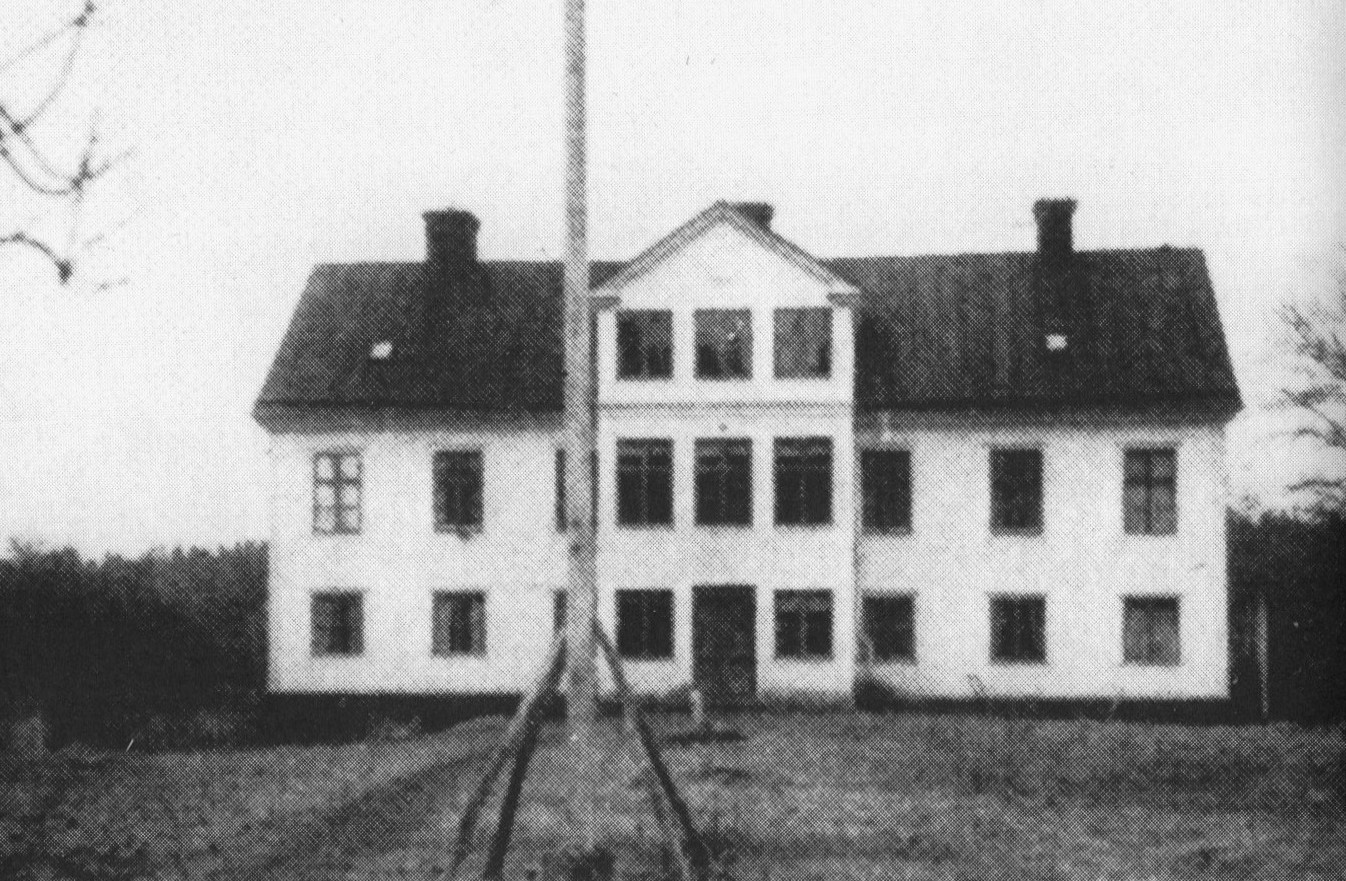
Hörningsnäs gård, riven på 1950-talet.

I samband med storskiftet 1782 flyttades en av gårdarna i Stuvsta till stranden av sjön Trehörningen. Gården, så småningom benämnd Hörningsnäs, bestod av omväxlande skog och odlad mark. Hörningsnäs gård och Fullersta gård var de gårdar inom blivande Huddinge kommun där avstyckning och försäljning av villatomter började allra först (se Huddinge villastad). 
Redan i november 1900 hade en ingenjör Liljeström upprättad en enkel planskiss för Nya Hörningsnäs nr 1, som då börjades styckas och bebyggas. År 1912 kom utbyggnaden av Hörningsnäs igång på allvar, gångavstånd till Huddinge station var en fördel. För att garantera en mera ordnad bebyggelse inrättades 5 december 1915 i Huddinge landskommun Hörningsnäs villastads municipalsamhälle och 1923 fastställe Kungl Maj:t stadsplanen för området. Hörningsnäs Villastad låg i norra delen av Hörningsnäs gårds ägor och exploaterades av AB Tomtförvaltning. Bland de första villorna som uppfördes där fanns Villa Åkerbo belägen vid dagens Hörningsnäsvägen 13. Bebyggelsen utgjordes av stora trävillor med väl tilltagna tomter.
År 1927 uppgjordes en bebyggelseplan genom arkitekt Arvid Stille. Samhället omfattade cirka 15 hektar land och bestod av 66 fastigheter, det var troligen Sveriges minsta. 1947 uppgick municipalsamhället i Huddinge municipalsamhälle som sedan 1953 upplöstes.
På 1950- och 1960-talen tillkom mycket av dagens bebyggelse. 1955 uppfördes Hörningsnässkolan vid Hörningsnäsvägen. Trots alla nytillskott har Hörningsnäs flera äldre och kulturhistorisk intressanta villabyggnader kvar, särskild sydväst om Hörningsnässkolan och norra delen av Lännavägen. 
Hörningsnäs gårds byggnader vid Trekanten brändes ner på 1950-talet men gården park fanns kvar till 1990-talet då även den delen bebyggdes med hus ritade för en av kommunen utlyst arkitekttävling kallad Framtidens boende. Tre förslag kom till utförande och stod färdiga 1996. Tävlingens vinnare blev förslaget Gränslöst vid Solfagravägen, byggt av Platzer Bygg och ritat av Lund & Valentin arkitekter.

## Bilder

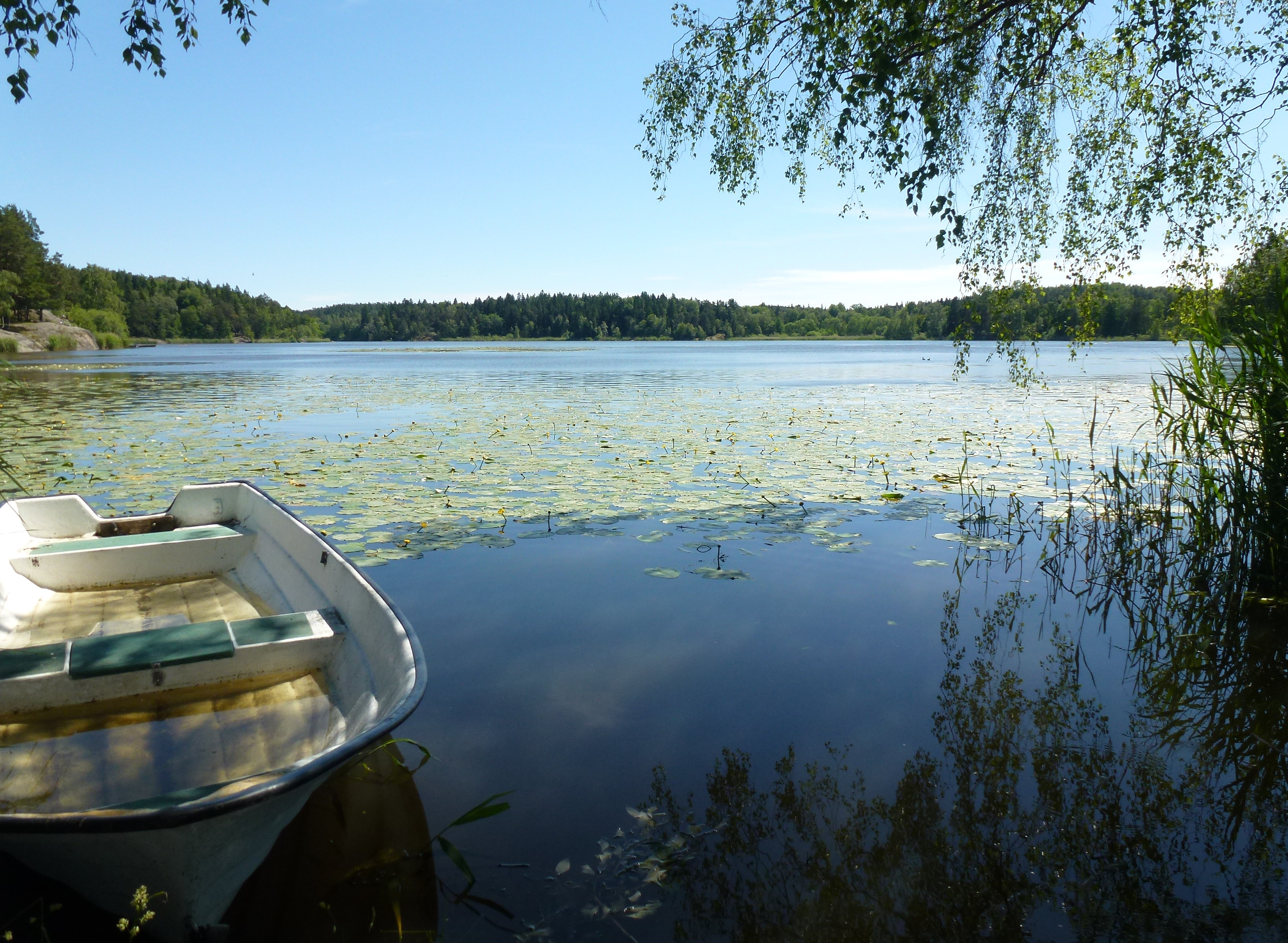
Trehörningen
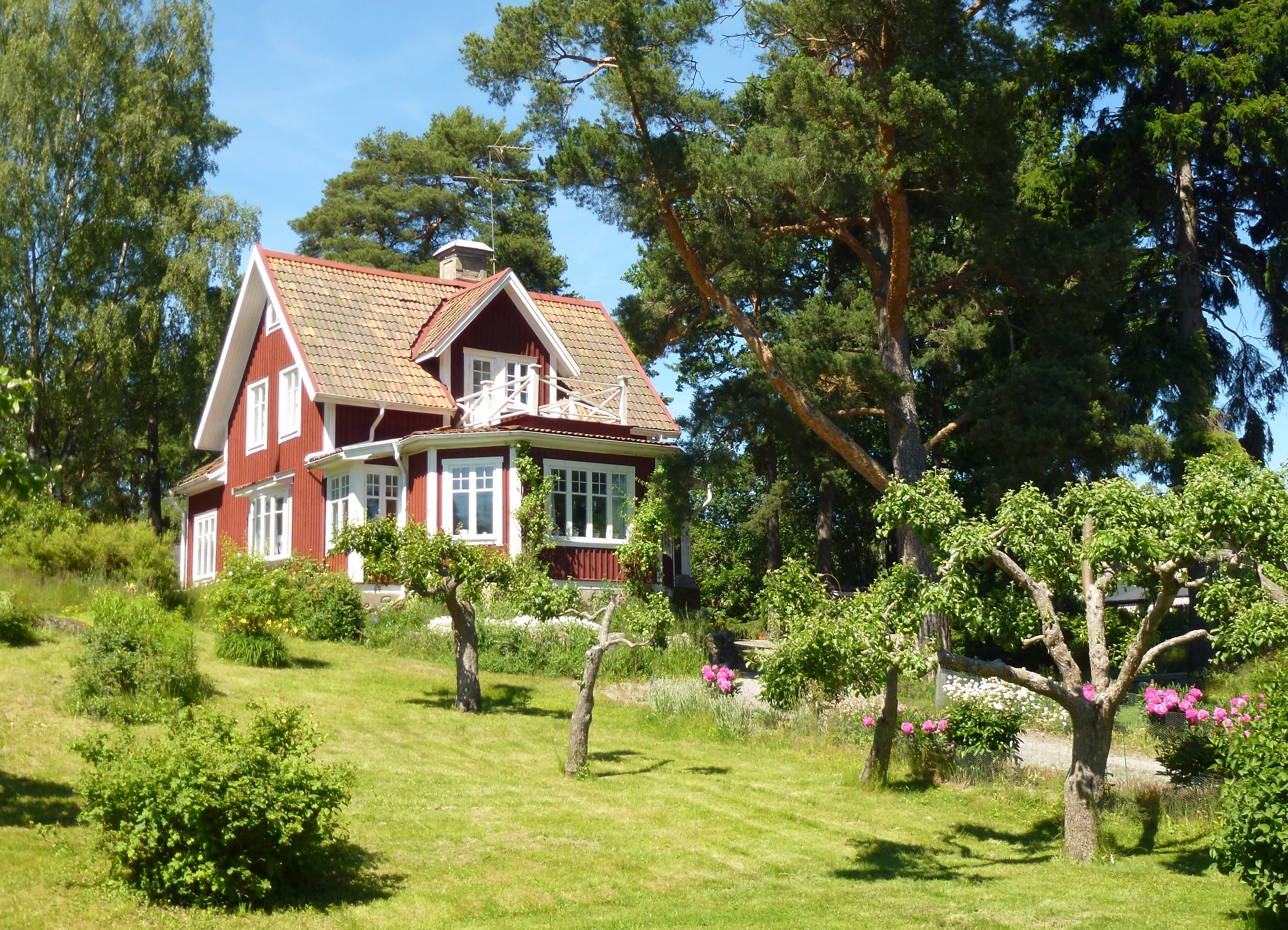
Äldre villa vid Hörningsnäsvägen
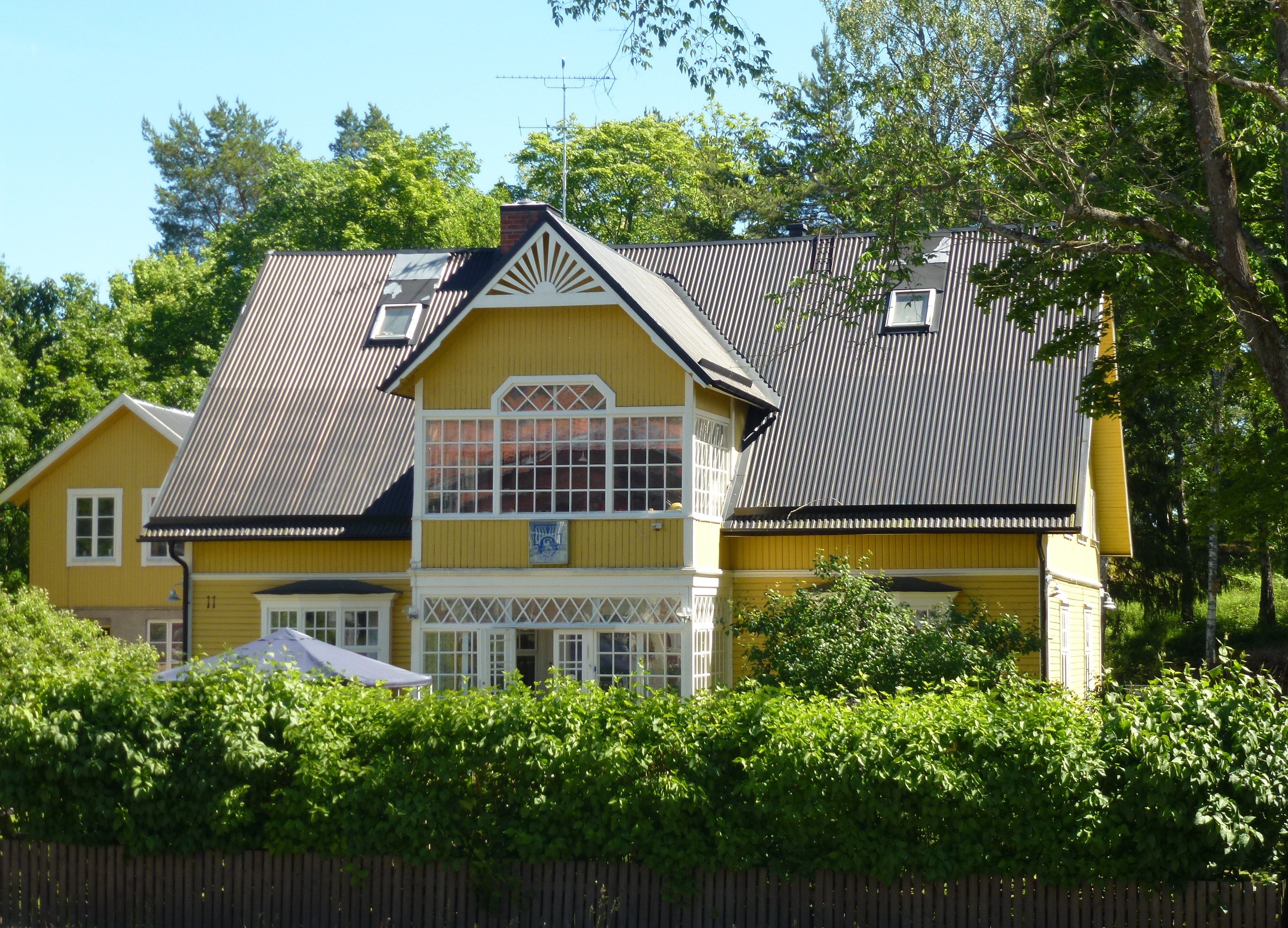
Äldre villa vid Hörningsnäsvägen
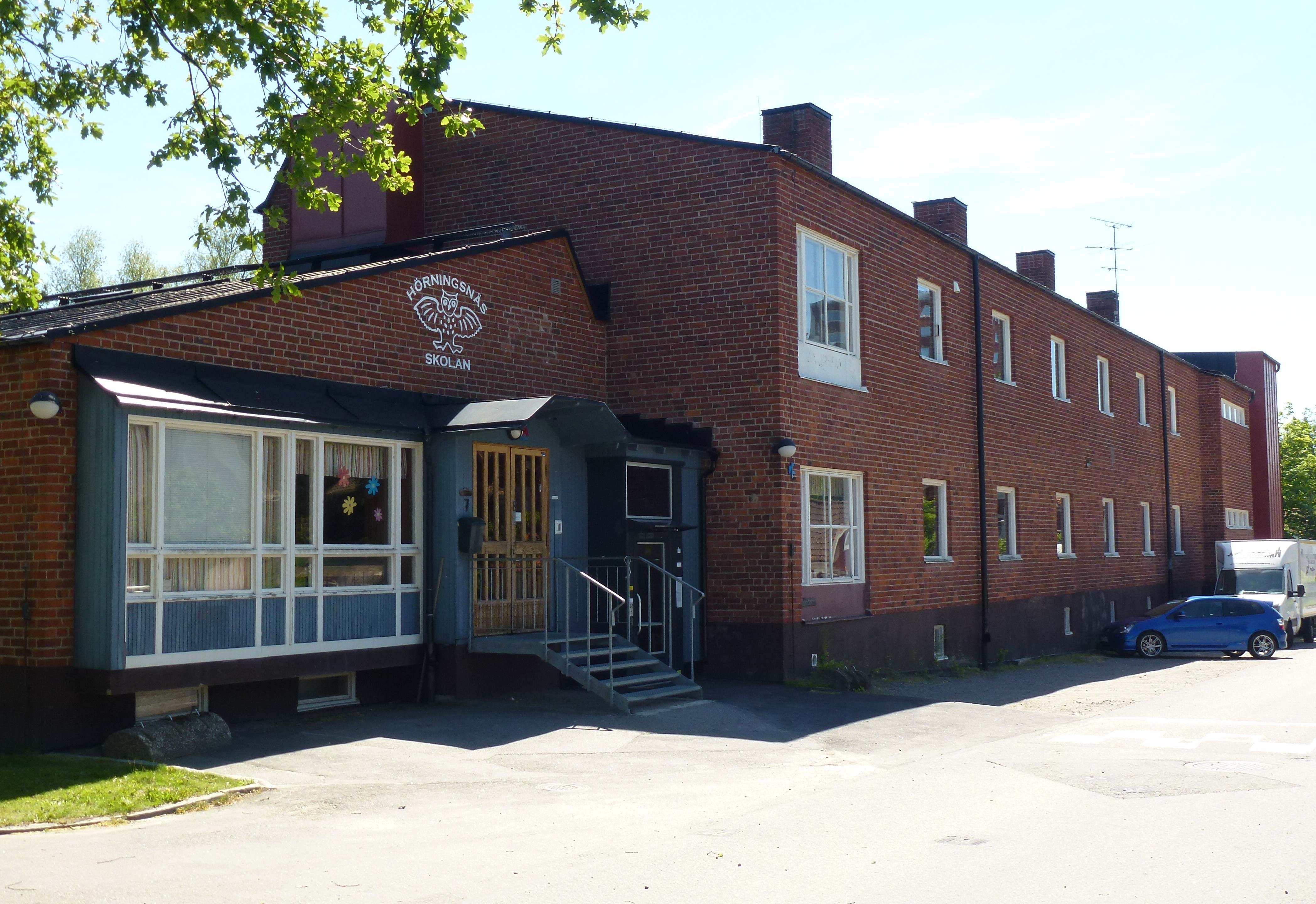
Hörningsnässkolan